# Wacholderwanderweg
Der Wacholderwanderweg ist ein Fußwanderweg in Bayern im südlichen Landkreis Amberg-Sulzbach. Der Weg ist 31 km lang und verläuft größtenteils an den Nordhängen des Tals der Lauterach. Besonders markant sind die Magerrasenstandorte und deren spezifische Fauna. Dort wachsen auch die namensgebenden Wacholder.
Der Weg ist das Ergebnis einer Wiederherstellung einer früheren Kulturlandschaft. Die Flächen mit Magerrasen waren in den vergangenen Jahrzehnten, nachdem sie nicht mehr beweidet wurden, in Kiefernwälder übergegangen. Seit den 1990er Jahren wurden diese Wälder abgeholzt und die entstandenen Flächen wieder mit Schafen beweidet. In Folge stellten sich die Magerrasen wieder ein. Auch finden sich entlang des Wanderweges besonders wertvolle Kalkscherbenäcker. Einer davon ist im Projekt 100 Äcker für die Vielfalt. Der besondere natur- und kulturgeschichtliche Wert der Gegend rund um den Weg zeigt sich darin, dass die Gemeinde Hohenburg als erste Gemeinde in Bayern als natura 2000 Gemeinde ausgezeichnet wurde.

## Naturschutz
Die Gegend ist einer der wenigen Orte in Europa in der sich noch Vorkommen der großen Hufeisenfledermaus finden. Zur Dokumentation befindet sich in Hohenburg ein Museum zur Hufeisenfledermaus.